# RCAN3
RCAN3‏ (RCAN family member 3) هوَ بروتين يُشَفر بواسطة جين RCAN3 في الإنسان.